# Халеров кръгъл скат
Urobatis halleri е вид акула от семейство Urolophidae. Видът не е застрашен от изчезване.

## Разпространение
Разпространен е в Гватемала, Коста Рика, Мексико, Никарагуа, Панама, Салвадор, САЩ (Калифорния) и Хондурас.